# Xot de Peterson
El xot de Peterson (Megascops petersoni) és una espècie d'ocell de la família dels estrígids (Strigidae). Habita la selva humida des del sud-est de l'Equador fins al nord-oest Perú. El seu estat de conservació es considera de risc mínim.